# Coussapoa trinervia
Coussapoa trinervia är en nässelväxtart som beskrevs av Richard Spruce och Gottfried Wilhelm Johannes Mildbraed. Coussapoa trinervia ingår i släktet Coussapoa och familjen nässelväxter. Inga underarter finns listade i Catalogue of Life.